# Vlagyimir Jevgrafovics Tatlin
Vlagyimir Jevgrafovics Tatlin (oroszul: Владимир Евграфович Татлин; Moszkva, 1885. december 28. – Moszkva, 1953. május 31.) festő és építész. Kazimir Maleviccsel az orosz avantgárd legjelentősebb szereplője az 1920-as éveknek, később a konstruktivizmust fémjelzi neve. Leghíresebb kísérlete a Tatlin-torony.

## Művészete
Tatlin furcsa embernek számított még a művészek körén belül is. Életrajzi szempontból sok a bizonytalanság nála. Halála után kegyvesztett lett.
Az orosz konstruktivisták a művész lényét nem tekintették fontosnak. Tatlin a művészetet céltudatos programnak tekintette. A művészeknek művészeten túli szerepet szánt: történelmi felelősség, küldetéstudat.
Élettapasztalatai is jelentősen befolyásolták művészetét. Matrózként és ikonfestőként is dolgozott. A későbbi munkáiban megjelenő függő szerkezetek és a konstrukciók iránti vonzódása a matrózkodásból fakadtak. Tatlin a közvetlen tapasztalatra hivatkozott (valószínűleg a matrózévekből örökölte), ennek következtében mindent magának készített: cipőt, inget, bútorokat, műhely berendezési szerszámokat és egyebeket.
„A művészet nem hivatás, hanem munka” – mondta Tatlin. A tiszta őstörténethez kívánt visszamenni és a modern technikával egyesíteni azt. A technikát humanizálni akarta: „A múlt a mi jövőnk” – mondta erről Kazimir Malevics.
A technika iránti vonzalom nála nem a technikai vívmányainak megjelenítése, mint a futuristáknál, sem pedig az urbánus művészet ábrázolása, mint a berlini dadaistáknál. Tatlin nem dicsőíti a gépet, hanem átlényegíti a művészettel. Az embert fel akarja szabadítani a gép uralma alól, a technika rabságából. „A művészetet az életbe” és a „Művészetet a technikába” jelszavak Tatlintól származnak. A művészet minden tekintélyre való tekintet nélküli megújítását vállalta, minthogy az újítást a modern művész kötelességének, magát a művészt pedig „a kollektíva kezdeményező egységének” tekintette.
Tatlin korán elkezdett érdeklődni a repülőgépek iránt. Inspirálták továbbá a népi látványosságok, a nép mesterségek, cégérfestők, vásári képnyomatok. Az orosz ikon sokkal nagyobb hatással volt rá, mint Paul Cezanne vagy Pablo Picasso.
Hatással volt még rá Hlebnyikov a költő. A zord és embertelen valósággal Hlebnyikov a gyönyörű jövő álmát, a természettel való panteisztikus viszonyon és a tudományos-technikai haladásba vetett hiten alapuló utópiákat, valamint saját etikai maximalizmusát szegezte szembe. Azokból az emberekből, akik szerinte a legnagyobb erkölcsi tekintéllyel rendelkeztek, összeállította a „Földgolyó Elnökeinek Kormányát”.

## Korszakai
- 1900–10: Ikonfestő
- 1904–05: Művészeti iskoláit végzi.
- 1909–10: Moszkvai művészeti iskolán tanít.
- 1910–13: Színház és festészet izgatja.
- 1913–20: Képreliefek és kontrareliefek (festészet és szobrászat határa), konceptuális vonatkozások
- 1920–: Építészet
- 1930–: Ipari formatervezés
- 1940–50: Díszlettervező, figuratív képek

A családja egyszerre volt értelmiségi és kétkezi munkás. Anyja költőnő volt, 2 éves korában meghalt, apja mérnök, aki amerikai tanulmányúton vett részt, hogy az ottani technikai fejlődést vizsgálja. Ez imponált Tatlinnak. Apja nemesi rangot kap, és fiát nem gimnáziumba, hanem reáltanodába íratta.
Tatlin nem részesült rendszeres szakmai képzésben: ifjúkorától két fiatal művésztől kapta óráit, s akik felkészítették a Moszkvai Festészeti Szobrászati és Építészeti Szakiskolába való beiratkozásra. Rossz tanulmányi előmenetele és fegyelmezetlensége miatt kizárták. Ekkor átiratkozott a penzai művészeti szakközépiskolába.
1910-ben befejezte az iskolát, amely „rajzolói szakképesítést” adott számára. 
1911-ben létrehozott egy műhelyt, amelyben kollektív alkotás folyt baráti társaságban. Tatlint egyből elfogadták vezérüknek. A kollektívát az anyagi kultúra csoportjának nevezte el.

## Festészet és színház

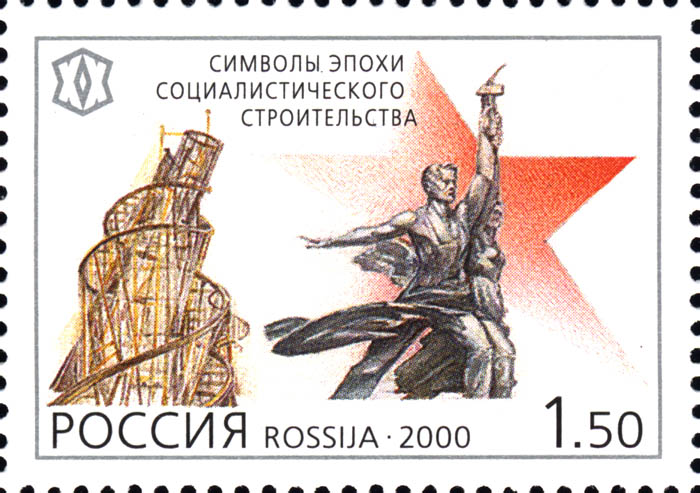
A Tatlin-torony egy bélyegen

Rövid tanulmányai után 1910-13 között teljesen kifesti magát (hasonlóan mint Marcel Duchamp). Átrágta magát a posztimpresszionizmuson. A képek témái saját életéhez kötődnek. 
- Nyár: (1900)
- Szürkület: (1900)
- Szegfű: (1908)
- Ülő emberalak: (1909)
- Férfiportré: (1909)
- Férfiportré: (1912)
- Csendélet: (1912)
- Csokor: (1911-12)
- Tengerész-egyenruhák: (1910) Az egész felületet kitölti formákkal. Lendületes kör alakú kompozíciót használ. Ezt a kör alakú mozgást a figuramozdulata indítja be. A későbbi műveiben is jellemző lesz a kör alakú kompozíció és a kicsavart figurák.
- Tengerész-egyenruhaárus: (1910)
- Halárus mesterség: (1910)
- Halárus: (1911) Érdekes nézőpontokat alkalmaz. A portré nem egyénített. Metafizikus csendélet is található rajta. A háttérben távoli nézőpontot alkalmaz.

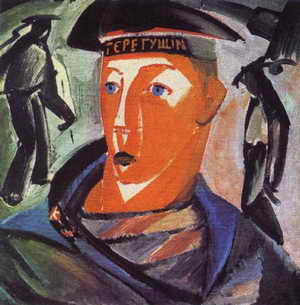
Matróz (önarckép)

- Matróz: (1912) Erős, feszes kontúrok, ruganyos, mozgó figurák láthatóak. Egyre inkább eltűnik a tájképi környezet. Ez egyetlen önarcképe, amely egyénített. A négyzet és kör egyesítése itt jelenik meg először. A négyzet az ikonok felépítéséből eredeztethető. A mellette álló két figura hagiografikus ábrázolást mutat. Ezek a művész megsokszorozott énjei. A kép nem a népies ikon felépítését követi, hanem a klasszikusét: Andrej Rubljovot és Feofan Greket.
- Matróz: (1913)
- Horgász: (1913)
- Férfiakt: (1910)
- Akt I.: (1912-13) A figura síkra redukált. Az ikonos életképeken kívül Tatlin fő témája az akt. 1911-13 között festi őket. Az egyén annyira nem is számít, hogy a fejeket meg sem festi. A test konstruktív felfogása architektúrát kölcsönöz a képnek. Ebbe szövődik bele az erotikus vonzódás.
- Akt II.: (1913) A testet síkba nyomja. Általában három színt használ megfestéséhez. Az ikonok csúcsfénye is felfedezhető.
- Akt III.: (1913) A test itt is mechanikus organizmus.
- Akt karba tett kézzel: (1911-14)
- Női akt hátulnézetben: (1911-14)
- Ülő női akt: (1911-14)
- Ülő férfialak: (1911-14)
- Ülő figura konstruktív szerkezete: (1911-14)

1913-14 között még fest néhány képet, a relief időszakban felvetődő szórványos művek ezek. 
- Kompozíció analízis: (1913) Madonna-képeket elemez, háromszögekből építkezik.

## Képreliefek
1914-től leginkább a relief és a díszletkészítés érdekelte. Élete során Tatlin öt orosz témájú előadáshoz készített díszleteket és ezek szinte kivétel nélkül fontos láncszemei voltak művészi pályájának. 
- A pogány Vénusz: (1911)
- Kötekedő Vénuszfi: (1911)
- Makszimeljan cár és engedetlen fia Adolf, jelmezterv: (1911)
- Makszimeljan cár és engedetlen fia Adolf, pannóvázlat: (1911)
- Díszletterv, Glinka, Életünket a cárért (Ivan Szuszanyin[3]): (1913) Az orosz avantgárd művészeket erősen vonzotta a keleti művészet. Bizonyára a keleti művészet hatása érződik e darabhoz készített munkáiban.
- Díszletterv, A Szpasszkij kapu: (1913)
- Díszletterv, hajófedélzet Richard Wagner A bolygó hollandi operájához: (1915) A hajófedélzetet jeleníti meg.
- Jelmezterv, orosz női népviselet: (1913-14)
- Jelmezterv, orosz női népviselet II.: (1913-14)
- Jelmezterv, Sztrelecek: (1913)
- Jelmezterv, bojtár: (1913-14)
- Jelmezterv, Burkovics futárja: (1913-14)

Képreliefek, kontrareliefek
A következő korszakában az ikonok sztaurotékái nagy hatással lesznek rá. Tatlint láthatólag vonzotta a régi orosz ikonfestészet általánosításra törekvő képi nyelvezete. Rendkívül érdekelte a forma foltszerűsége, kontúrja, és a különálló „foltok” egymáshoz való viszonya. 
1913-ban kiadta a jelszót: „Vonjuk a szemet a tapintás ellenőrzése alá!”. Ezzel összefüggésben érdeklődni kezdett a „festőietlen” anyagok iránt (Velemir Hlebnyikov szavaival élve „ecsetjével bádogtárgyakat” teremtett), és a kép síkjából kilépett a valóságos térbe. 1913-ban rövid időt töltött Berlinben, illetve Párizsban. Picasso művészete jelentette számára a legfőbb és legmaradandóbb élményt egész külföldi utazása során. Pablo Picasso művei fontos ösztönzést adtak Tatlin további munkáihoz, de nem lett a francia művész epigonja. Tatlin úgy vélte, hogy 1914-ben ő tette az egész „képzőművesség” alapjává „az anyagot, a teret és a konstrukciót”, és ennek a körülménynek elvi jelentőséget tulajdonított a művészet fejlődése szempontjából. 
- Palack, képrelief: (1913) Picasso Gitár c. művének hatását fedezhetjük fel, mely vaslemezből készült.
- Képrelief: (1913)
- Május hava: (1916) Nem immateriális, hanem anyagszerű kompozíció.
- Egyes számú tábla, Sztaro-Baszman:[4] (1917) Nem elvont kompozíciókat készít, hanem egyfajta anyag-leképzéseket.
- Képrelief II.: (1917)

Az 1910-es évek elején az avantgárd művészetben a valóságos forma expresszív deformációja a végletes általánosítás irányába tolódott el, az ábrázolást nonfiguratív kép „jelek” és „képletek” nyelve váltotta fel. Így jöttek létre az absztrakt festészet különböző rendszerei. Tatlint nagyon érdekelte a tárgyi világ konstrukciójának és tektonikájának elemzése. Ennek során egy alapvető művészi felfedezést tett: a különböző színű és faktúrájú nonfiguratív formákat a kép síkjából kimozdította a kép előtti térbe úgy, hogy kezdetben még nem szakította el azokat a síkfelülettől. A kép elemeinek ábrázolt térviszonyait így felcserélte az elemeknek a valóságos térben érvényesülő valóságos viszonyaival. A képreliefek a festészeti és a szobrászati módszerek újszerű szintézisét adták. Az ilyen típusú alkotásokat Tatlin „anyagkombinációknak” nevezte, mivel a képrelieffé vált absztrakt képet most már nem festették, hanem különféle szerkezeti és festői tulajdonságokkal rendelkező anyagokból komponálták. 
- Anyagkombináció I.: (1917)
- Anyagkombináció II.: (1917)
- Anyagkombináció III.: (1917)

A következő lépés a kép síkjától való elszakadás volt: a kompozíció a valóságos térben, a háttérül szolgáló sík előtt vagy két egymáshoz derékszögben illeszkedő sík között helyezkedett el, s csupán egy rugalmas drótra vagy egy meghajlított merev tengelyre támaszkodott. Ez volt az első „talapzat nélküli szobor”, amely ugyanakkor „építészeti” vonásokkal is rendelkezett. 
Mint már láttuk, ebben az időszakban sok helyen felvetődik a festészet végének kérdése. A festészetet sokan a szobrászattal kombinálják. Hans Arp, Alexander Archipenko, Tatlin, mindannyian ilyen kísérletezésbe kezdenek.  A reliefek után a kontrareliefek („magasabb típusú kombinációk”) következtek. A kontrarelief kilép a festői síkból. Tatlin elnevezése, az ellenrelief, talán a zenei kontra szóra utal, mely 1 oktávval lejjebbit jelent, így a mű a mélyebb anyagiság fogalmával ruházódik fel. Tatlin az anyag és a feszültség viszonyát kutatja. A sarok-reliefekben a „feszítettség” problémája kerül előtérbe. Sajnos ezeknek a műveknek a nagy része elpusztult. 
Kétféle kontrareliefet különböztetünk meg:
Centrális relief: A sík elé kilép a relief, drótokból és huzalokból épül fel. A háttért síkfelület képezi.
Sarokrelief: Egy sarokban helyezkednek, mint Oroszországban a szentképek, szabad és bátor formálás jellemző rájuk. 
Tatlinnál a formációk célja nem a leképzés, hanem a tárgyak eredeti minőségének megjelenítése. A pincéjében talált limlomokkal dolgozott. Tatlin a maga módszerét a festészet, a szobrászat és az építészet szintézisének tekintette.
Az anyagot meghatározó jellegűnek tekintette, s ezért különleges figyelmet fordított a feladattal összhangban lévő anyagok kiválasztására és a kiválasztott anyagok tulajdonságainak megfelelő tér- és szerkezetforma kialakítására. Mindez a hagyományos művészi módszer megváltoztatását igényelte. Tatlin az ilyen jellegű munkákban gyökeresen szakított az ábrázolással, éspedig elvi indíttatásból. A dróthuzalnak, a sodronynak vagy a zsinegnek nem az ábrázolási, hanem szerkezeti funkciója volt. Tatlinnál az anyagok jelentése önmagukban fontosak. Olyan absztrakt művek ezek, amelyek a művész szubjektumát közvetítik, közvetlen hasznuk nincs. Szubjektív modellek a környező világról, és ez ellentmondás a konstruktív lényeg és a funkcionális hasznavehetetlenség között. Mindezek miatt elméletileg is igen problematikusnak látszott a művész és a közönség egymásra találása, gyakorlatilag pedig szinte kivihetetlennek bizonyult. Az a művészet részesült viharos elutasításban, amely a régivel szemben a kor művészete kívánt lenni. Így tehát az új művészet egyik legnehezebb problémája önnön társadalmi szerepe lett, a néző és a műalkotás közti visszacsatolásban. Tatlin művei olyan sajátos „felhalmozási alapot” képeztek, amelynek nem volt közvetlen gyakorlati célja, és mégis a jövő tartaléka maradt. Hat majd az építészetre és az ipari formatervezésre. Az utat a „műtermi építészettől” az építészetig, illetve az ipari formatervezésig Tatlin majd saját maga fogja bejárni. 
- Kontrarelief I.: (1910) Abszolút konkrét és anyagszerű. Anyagkombinációknak és talapzat nélküli szobroknak is nevezi ilyen műveit.
- Kontrarelief II.: (1910)
- Kontrarelief III.: (1910)
- Kontrarelief IV.: (1910)
- Sarokrelief I.: (1916)
- Sarokrelief II.: (1916)
- Sarokrelief III.: (1916)

1917-ben a cárizmus megdöntése után egy csapásra megváltoznak Tatlin tevékenységének arányai és jellege. Tatlin belépett az újonnan létrehozott Művészeti Dolgozók Szövetségének „baloldali blokkjába”, amely Moszkvába küldte őt, hogy közreműködjék az új művészeti élet megszervezésében. Több bizottságba is belép az intenzív munka érdekében. Részt vett programdokumentáció szerkesztésében, a tervezés megszervezésében, a megrendelések szétosztásában, illetve felvételében, a városok ünnepi feldíszítésében, jó néhány múzeum államosításában, tanműhelyek megszervezésében stb.
- A Pittoreszk kávéház belseje: (1917-18) Kontrareliefjeinek formát felhasználja egy kávéház dekorálásához.
- Kávéházi lámpa: (1917) Ez a mű átmenet teremt építészeti munkásságához.

## Építészet
Az orosz konstruktivizmus kettészakad, a két rész egymás ellensége lesz. Torz gépmajmolással vádolják Tatlint. „A termelési nem ismerte a művészeti kultúrát. A művészeti kultúra a termelés és a gyakorlati élet fölött lebegett. Itt az ideje, hogy bevigyük a művészeti kultúrát a termelésbe, hogy kiszabadítsuk a művészetet a céltalan sznobizmus kasztszerű bezártságából, azaz, hogy megteremtsük a termelési művészetet.” – mondja Tatlin. Ez lesz ezentúl a bázis-alapgondolat a konceptuális építészetében. Ebben az időszakában leginkább a tanításra helyezi a hangsúlyt. Meg akarja szüntetni a magasművészet és a hétköznapi dolgok közötti különbséget. 
Építészetében egy olyan mintát hoz létre, amely elvben épület, a gyakorlatban azonban antiépület. Ebben az időszakban sokan az építészetet tekintik a fő művészetnek, mert az magába olvasztja az összes többi ágazatot. Tatlin egy új építészeti formarendet kíván kialakítani.
- A III. Internacionálé emlékművének terve: (1918-20) Ez az épület lett volna az első európai felhőkarcoló. Az orosz hagyományra utal, hogy az épület egyben emlékmű is (az orosz egyházi tilalmak miatt nem ismerte a szoboremlékművet). Először az októberi forradalom előtt tisztelgett volna, majd az internacionálé emlékműve lett. Fontos feladatot is betöltött volna, miszerint itt kapott volna helyet a kommunista világállam parlamentje. Mindenkinek külön résszel.

Az építmény modellje 1920 augusztusára lett befejezve. Kivitelezésében az elsődleges probléma, hogy egy mozgó épület lett volna. A két spirál között egy kocka, egy gúla, egy henger  és egy félgömb (kupola) forgott volna. Gigászira tervezett mérete (400 méter) akkoriban ez még nem volt kivitelezhető. A kocka tervezett éle 110 méter volt. A belső helyekre Tatlin légkondicionálást is tervezett. Az épület az egész földgolyóval került kapcsolatba úgy, hogy dőlésszöge megegyezik a Föld tengelyével, a mozgás a Föld mozgása, forgása. A kocka egy év alatt fordult volna meg, a kúp egy hónap alatt, a henger egy hét, a félgömb egy nap alatt. A torony 400 méteres magassága sem véletlen, azonos a földi délkör egy százezred részével. 
A spirálmeneteket összekötő rácsszerkezet fogta össze az egységesnek tekintett térkonstrukció elemeit. Spiráljai szokatlan térformát alkottak, de nem dekoratív jellegűek voltak, hanem egy hatalmas tartószerkezet szerepét töltötték be. A függő konstrukciók alkalmazása lehetővé tette a tartóváz tehermentesítését, továbbá azt, hogy felfüggesztett falakat alkalmazzanak térelválasztó szerkezetek gyanánt, vagyis, hogy ne kelljen támpillérekkel telezsúfolni a felfüggesztett térformák kihasználható belső tereit. 
A Tatlin-torony folytatta a régi orosz művészetnek azt a hagyományát is, amely igyekezett jellegzetes formát adni a városképet meghatározó építményeknek, s ezáltal magának a városnak. A III. Internacionálé emlékműve bármely városképben domináns szerephez jutott volna. Tatlin – éppen erőteljes manifesztum jellege miatt – mindentől kívülre akarta építeni, nem pedig a belvárosba, nem akarta a tervet konkrét városi környezethez kapcsolni. Megszerkesztésében földöntúli térre törekedett. Fittyet hány a gravitációra, a torony már szellemi térben él. Egy új Bábel tornya ez, mely ellentétes a bibliai Bábel tornyával. Az emberi gőg és felemelkedni vágyás helyett ez összetartja és összehozza az emberiséget, akik az erőfeszítésük révén egyesülnek. 
Ez a terv csak egy kis modellen született meg, anyaga fa, drót és karton. Magassága 5 méter. A modell, mint ahogy ez már lenni szokott, a tervrajzokhoz képest, az építés több vonatkozásában is leegyszerűsödött. Az egyes részeket a lehetőségekhez képest pontosan készítették el, de az is feltűnő, hogy ezeken minden munkát kézzel végeztek, gépi megmunkálásnak nyoma sincs. E két körülmény a modellépítés módját a szobrászati munkával, magát a modellt pedig az absztrakt szobrokkal rokonította, és ez a modellnek, illetve egyes részeinek eleven plasztikai hatást kölcsönzött, ami fémépítményeknél meglehetősen szokatlan. A festészetre is nagy hatással volt, mely a 20. század elején a maga által felvetett kérdések és válaszok útján törvényszerűen kénytelen volt kilépni a térbe, és így eljutott az architektúráig. 
Tatlin ezzel az energikus spirállal az embernek azt a szándékát és képességét akarta bemutatni, amellyel arra tör, hogy megszabaduljon a múlt hagyományaitól és rutinjától, és uralma alá gyűrje a természet erőit. Ez az emlékmű azt az elképzelést fejezi ki, hogy a világot nem tudjuk megváltoztatni, ha nem ismerjük a legalapvetőbb törvényeket, melyek egyben a szerkezet és a matematika törvényei, és nem állítjuk őket az emberi társadalom jövőjének szolgálatába.
A III. Internacionálé emlékművének a tervét a Lenin-épületemlékmű eszméje követte. Mindkettő olyan típusú, hatalmas közösségi épületet idézett meg, amelyek sokrétű funkciót látnak el, de a szó hagyományos értelmében nem emlékhelyek (pl. elvből kizárta a múzeum, könyvtár stb. funkciót), az új típusú épületek rendeltetését abban látta, hogy helyet adjanak a modern élet legaktívabb folyamatainak. A közösségi funkciók mellett ezekben az épületekben a személyiség szükségleteit is ki kellett elégíteni; mind a szellemieket – elsősorban a rendkívül fejlett információs hálózat révén –, mind a biológiaiakat – éttermek, tornatermek stb. építésével.
Az első berlini dadaista kiállításon Tatlin került előtérbe. El Liszickij számítógép-aggyal festette meg, de mint láttuk Tatlin szerencsére nem volt ilyen. 
- Majakovszkij halotti menete: (1930) Tatlin tervezte a kocsit és a felvonulást.

Ipari formatervezés  
Tatlin egyre inkább háttérbe szorult. Ekkor a színház és az iparművészet felé fordul. Természeti alkotói módszereket alkalmaz. Állhatatosan kutatta mind az új, mind pedig a hagyományos természeti anyagokhoz illő organikus formákat. Tervez székeket, kávéőrlőt, ruhát stb. Természetes anyagokat használ a kivitelezésnél. Ezek a dolgok nem technikai elven alapulnak, hanem a direkt anyag átélésén. Az anyag primátusának ez az elve nem csak a képzőművészetben, hanem az strukturalista irodalomban is jelentkezett ekkor. Természeti formák és organizmusok szisztémáit alkalmazza. Érdeklik emellett a természeti jelenségek és törvények, amiket a képzőművészetbe akar beemelni. Minden formatervezett tárgy, amelyet Tatlin készített rendkívül bensőséges kapcsolatban állt az emberrel, leginkább az ember individuális szükségleteit szolgálta. A tárgyak olyan embernek szánt eszközök, aki számára a szellemi élet fontosabb, mint a tárgyi világ. Ezek a tárgyak nélkülöznek minden fényűzést, díszítést, magamutogatást és presztízsjelleget. Az ilyen tárgyaknak nem válhat rabjává az ember. Tatlin éppúgy humanizálta a használati tárgyakat, miként a művészet segítségével a technikát kívánta humanizálni. 
- Kisgyerekitató: (1930)
- Kisgyerekitató II.: (1930)
- Székmodell I.: (1927)
- Székmodell II.: (1927)
- Új típusú öltöny: (1923-24)
- Utcaruha: (1923)
- Teáskanna: (1930)

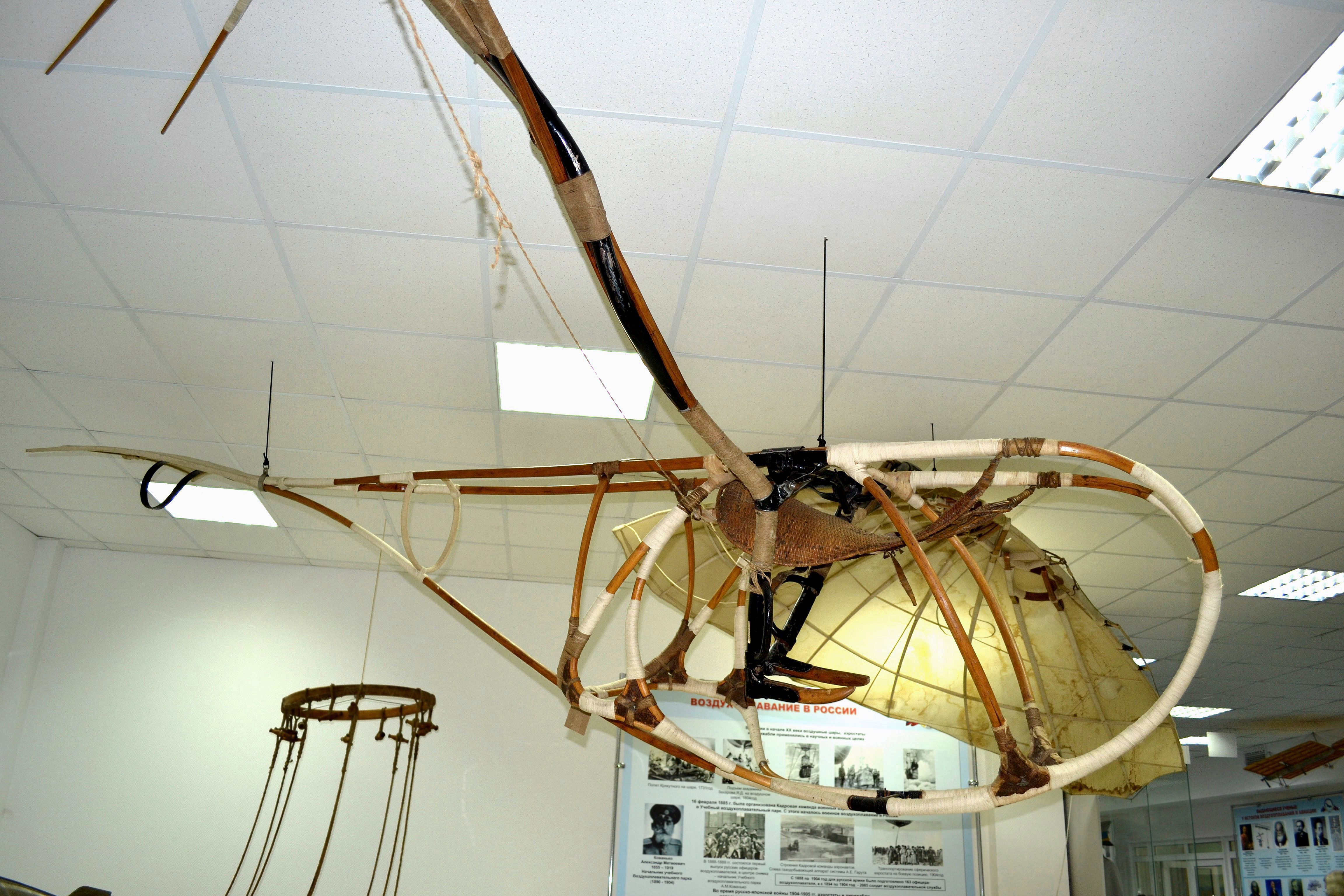
A Letatlin Az Orosz Légierő Központi Múzeumában

- Letatlin: Ebben az időben sokan gondolkodtak a tömegközlekedés és űrutazás problémájának megoldásával. Elgondolkodtató, hogy Tatlin egy egyszemélyes repülő szerkezet konstruált, melyben csak a magányos repülés lehetséges. Az egyszemélyes utazás az egyes ember szolgálatát, az egyén természet adta képességeinek kiegészítését tette lehetővé. Az Ikarosz-mítoszt használta fel. A művész számára a legalapvetőbb dolog, hogy égre akar törni, transzcendálni. A modell elkészítése is szakrális jelleget kap: a kísérleteket egy harangtoronyban végezték el, külön be is öltöztek a műveletekhez.

Demonstratív és romantikus elképzelés ez a szerkezet. A Letatlin elnevezés "Летающий Татлин" (magyarul úgy hangzana, hogy: "letajuscsij Tatlin") orosz szóösszevonásból keletkezett, ami magyarra átfordítható mint "Repülő Tatlin". Ezt az elnevezést Velemir Hlebnyikov említette így először. A tervezés során Leonardo terveihez nyúlt vissza. A gép lényege nem az, hogy tud-e repülni, hanem az elgondolása és következetes végiggondolása a műveletnek. Így ez a munka a konceptuális művészet előzményeként is felfogható. 
A repülőszerkezet klasszikus példája annak, hogyan alkalmazta Tatlin a formatervezésben a „bionikus” módszert. Tudatosan törekedett arra, hogy egyfelől kitapasztalja és az alkotás folyamatában felhasználja a természeti törvényszerűségeket, másfelől, hogy megteremtse a tervező alkotta objektum visszacsatolását a természeti környezethez. A kézművesség bionikus tradícióiból sokat merített.
Sokan arra a következtetésre jutottak Tatlin művészetéből, hogy az „kivonult a technikába”. Ám Tatlin csak emlékeztetett arra, hogy ő csaknem univerzális művész, s bármely művészeti ágban folytathatja munkáját. 
Amikor a produktivistákat megfosztották tevékenységük reális talajától „vissza kellett térnie” a művészet valamely „nem formalistának” bélyegzett, hagyományos területéhez. Tatlin a festészetet, az építészetet és a színházat választotta a lehetőségek közül. S valóban, az 1930 és 1950 közötti években javarészt festőművészettel és grafikával foglalkozott, de csaknem teljesen „önmaga számára”. Fő tevékenységi területe a színház. Itt megőrizhette elveit, bár időnként kénytelen volt eltávolodni az anyag-formától, és engedményt tenni az elferdített „realizmus”-elvnek.